# Browningia hertlingiana
Browningia hertlingiana là một loài thực vật có hoa trong họ Cactaceae. Loài này được (Backeb.) Buxb. mô tả khoa học đầu tiên năm Nov. 1965.

## Hình ảnh

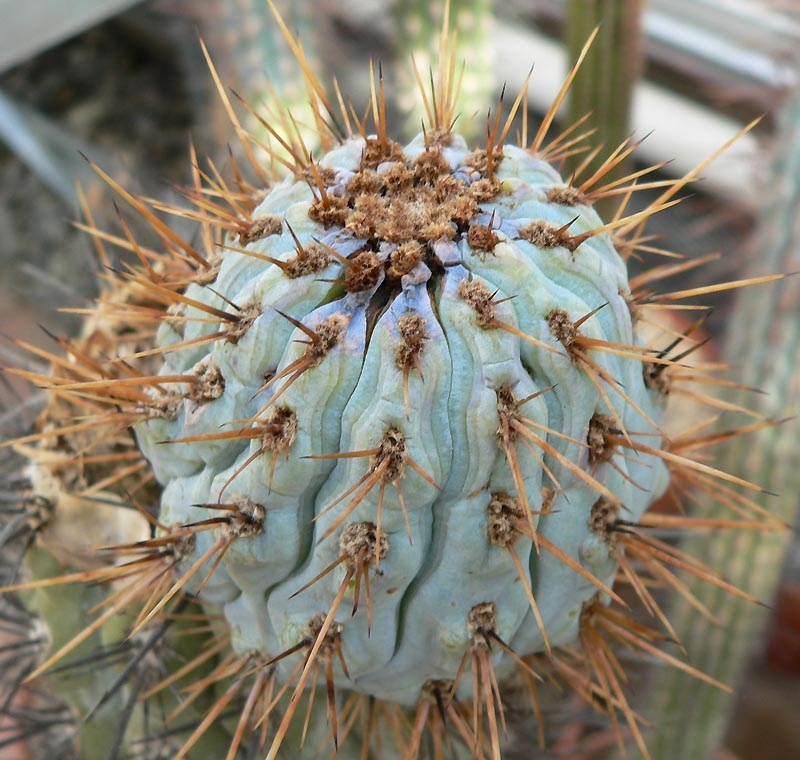
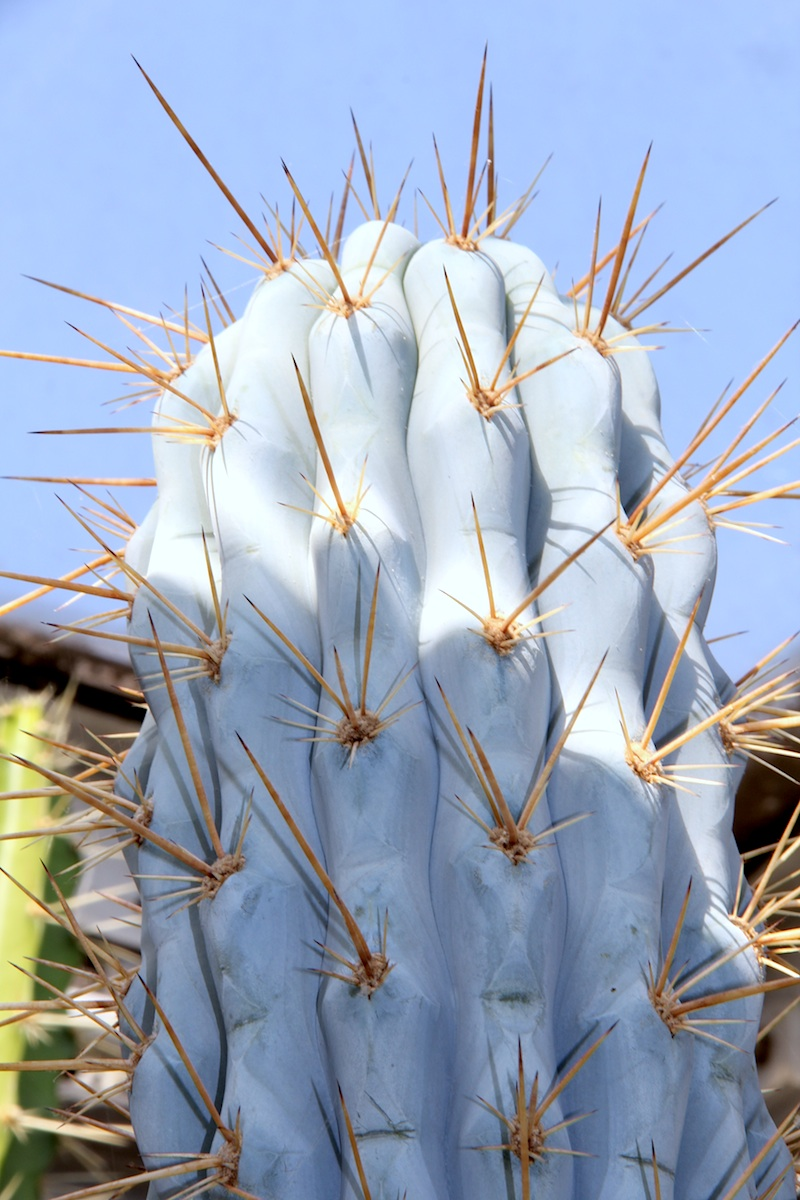
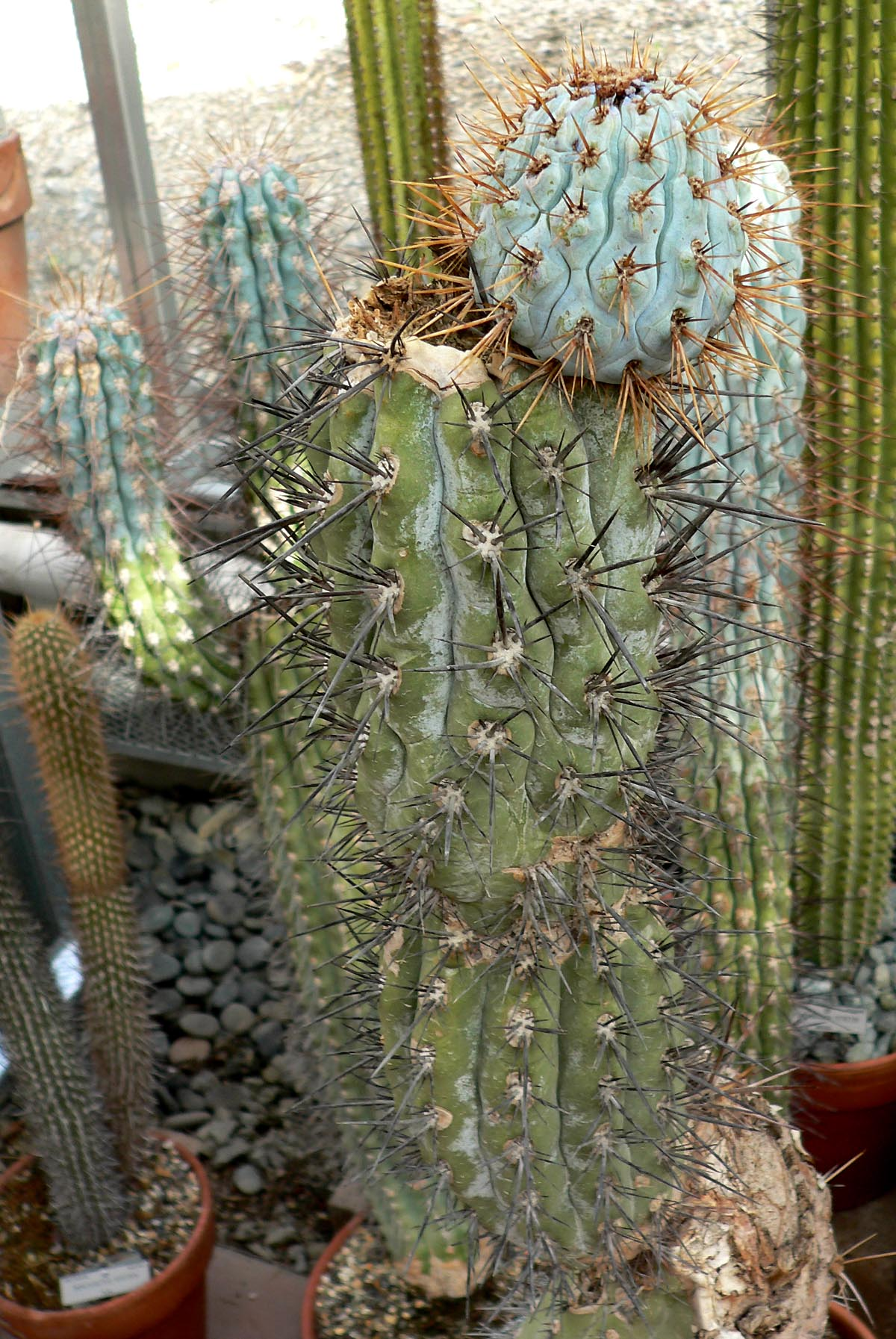
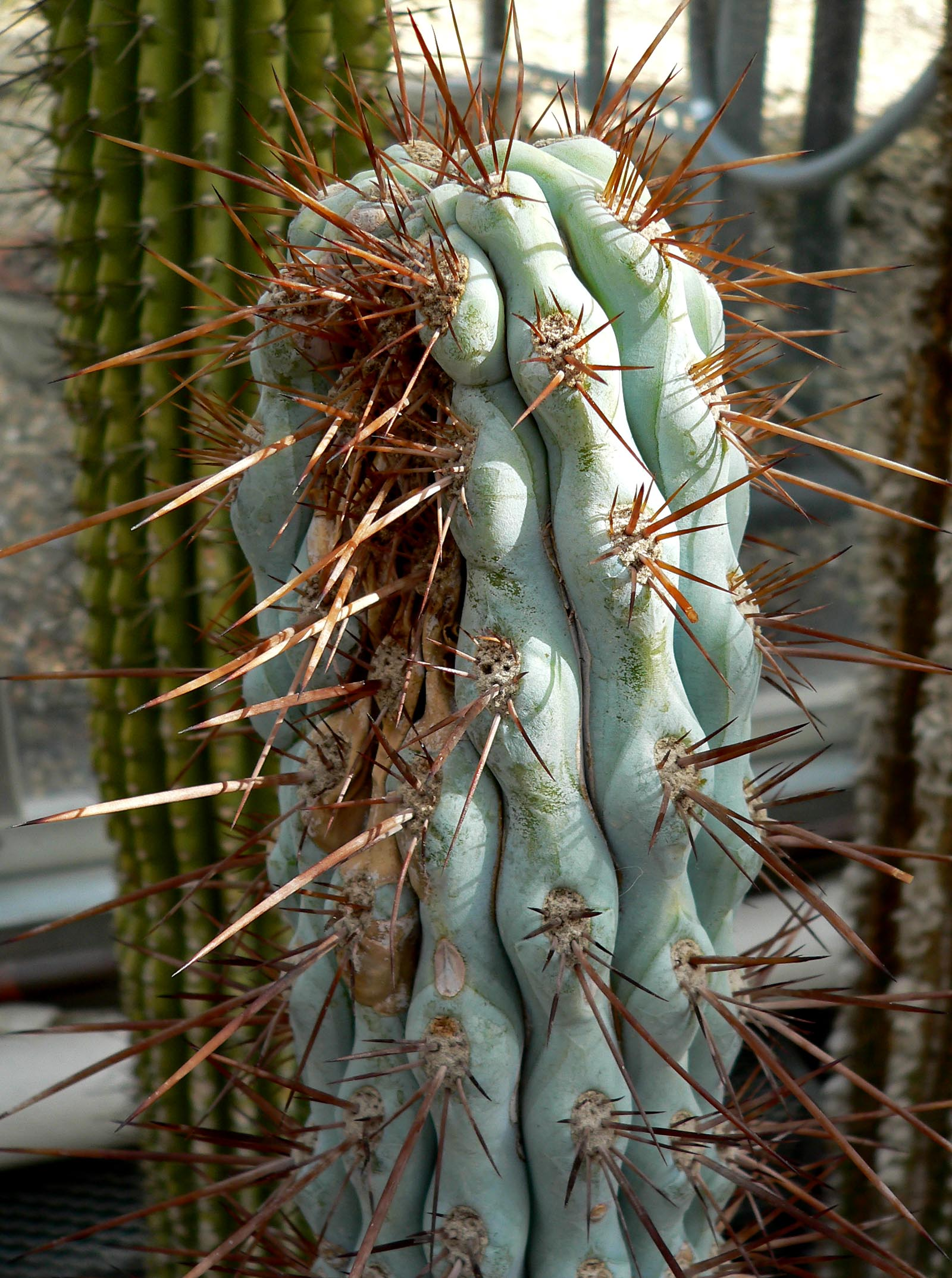